# Dinkel

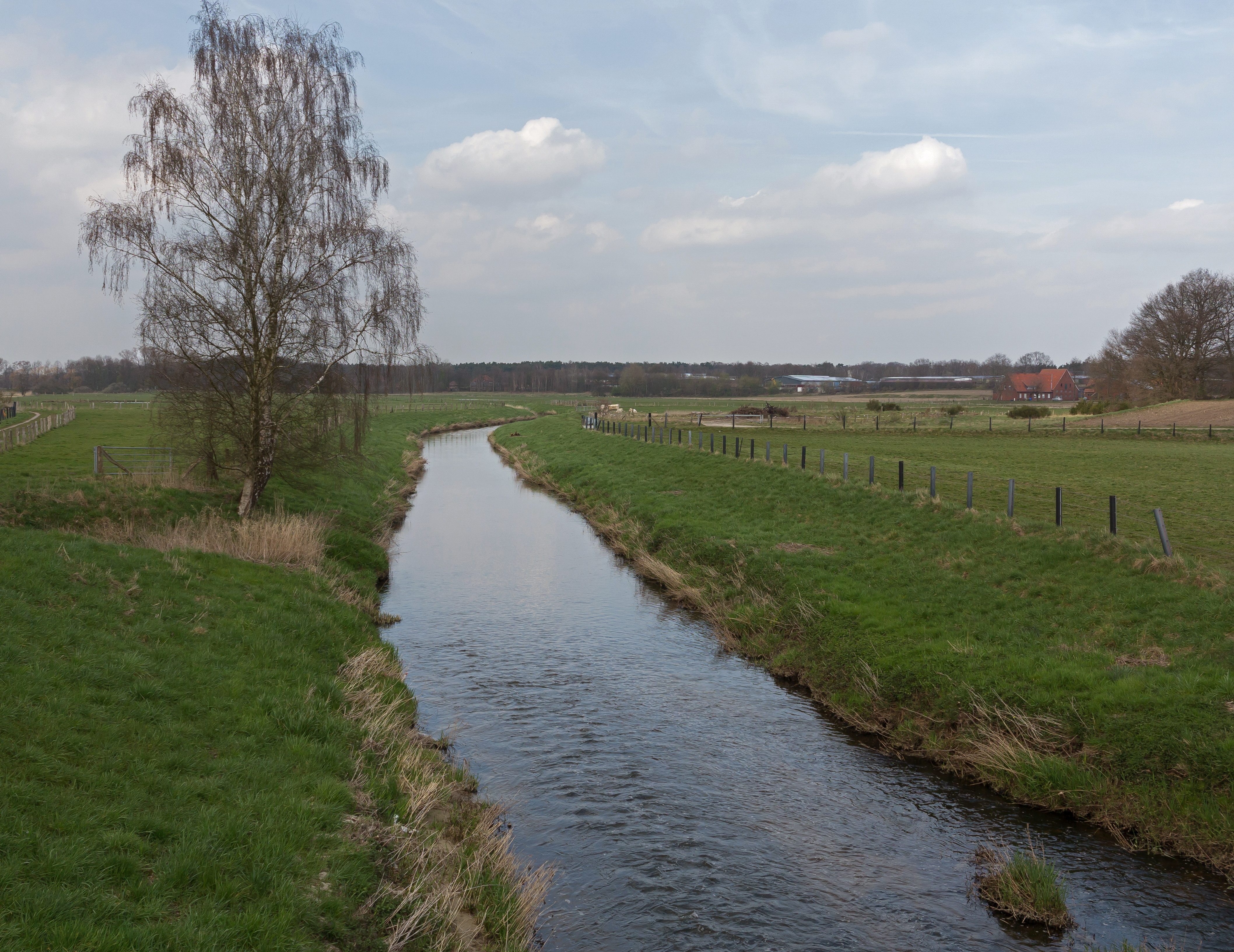
De Dinkel bij Heek

De Dinkel is een riviertje in het grensgebied van Nederland en Duitsland. De bron ligt ten noorden van Coesfeld in Noordrijn-Westfalen. Tussen Gronau en Losser in Twente komt het Nederland binnen en stroomt dan op korte afstand van de grens naar het noorden, stroomt langs het Lutterzand en verlaat Nederland weer in de buurt van Lattrop (gemeente Dinkelland), om bij Neuenhaus uit te monden in de rivier de Vechte die Nederland bij De Haandrik binnenkomt en vanaf daar de Overijsselse Vecht genoemd wordt.
In Duitsland is de Dinkel sterk gekanaliseerd in de periode van 1970 tot 1980. Op Nederlands grondgebied meandert de rivier ongehinderd langs het Lutterzand, dat in 2007 is aangewezen als aardkundig monument. Verderop is ze gereguleerd om inzijging ten behoeve van de waterwinning te stimuleren. Een gedeelte van het water wordt via het Omleidingskanaal met een grote bocht noordoostelijk om Denekamp geleid. Bij Harseveld, ten noordwesten van Denekamp, staat het zogenoemde Schuivenhuisje, dat water van de Dinkel onder het Kanaal Almelo-Nordhorn doorvoert. Zes gemetselde kokers met stalen schuiven reguleerden hier sinds 1887 de hoeveelheid water ten behoeve van de scheepvaart. De authentieke bedding van de Dinkel vloeit zuidelijk van Denekamp meanderend naar het noordwesten, rondom landgoed het Singraven met zijn historische watermolen en kruist verderop eveneens het Kanaal Almelo-Nordhorn alvorens het samen met het water van het Omleidingskanaal als Dinkel van Breklenkamp naar Neuenhaus zijn weg vervolgt.

## Geologie
Het Dinkeldal is in de voorlaatste ijstijd, het Saalien, gevormd als glaciaal bekken. In het Eemien en het Weichselien werden veen, klei en zand afgezet. Deze afzettingen zijn op enige diepte nog terug te vinden. In het Pleniglaciaal is de vegetatie vrijwel verdwenen en vinden over grote gebieden verstuivingen plaats. De eolische afzettingen die dan worden gevormd staan bekend als het Oudere dekzand. Deze zijn in het noordelijke Dinkeldal dicht bij of aan het oppervlak te vinden. In het Laatglaciaal wordt de verstuiving lokaler. Het door de wind verplaatste zand, het Jonge dekzand, vormt dan dekzandruggen. Uit drooggevallen rivierdalen wordt zand verstoven en ontstaan relatief hoge rivierduinen. Het in het Holoceen gevormde vegetatiedek maakt een einde aan deze verstuivingen waarna in het beekdal weer fluviatiel materiaal (zand, zavel, klei) wordt afgezet.
In recente tijden zijn door de insnijding van de Dinkel in oudere (fluviatiele) sedimenten steilrandjes ontstaan. Naast de sterk meanderende beek komen in dit gebied landvormen voor zoals resten van oude beeklopen, afgesneden meanders, rivierduinen, oeverwallen, richel- en geulsystemen en overstromingszones. Bij het Lutterzand heeft de Dinkel een meander gevormd. In de flauwe binnenbocht is de ontwikkeling van een kronkelwaard zichtbaar. De wand van de buitenbocht wordt gevormd door een metershoge steilwand. De dalbreedte varieert van ruim 100 meter tot meer dan 500 meter.
Het Dinkeldal is een van de weinige (semi)natuurlijke en sterk meanderende beeklopen in Nederland. Het grootste deel van het dal is nog bijzonder gaaf. Samen met de gaafheid en de zeldzaamheid zorgen de vele geomorfologische verschijnselen ervoor dat het een aardkundig zeer waardevol gebied is.
In dit gebied zijn bij zandafgravingen in de jaren 1990 werktuigen - schrapers, bijlen van vuursteen en een bewerkte mammoetrib - van neanderthalers gevonden van zo'n 44.000 jaar oud.

## Bodem
De gronden in het Dinkeldal bestaan uit beekeerdgronden. Deze zijn op sommige plaatsen bedekt door een esdek met enkeerdgronden. Op rivierduinen, bij het Lutterzand en ten oosten van de Dinkel, komen duinvaaggronden van leemarm en zwak lemig fijn zand voor. De hoogste delen langs de Dinkelvallei kennen veldpodzolgronden.
De Dinkel is niet diep, op de meeste plaatsen hooguit enkele tientallen centimeters.

## Natura 2000

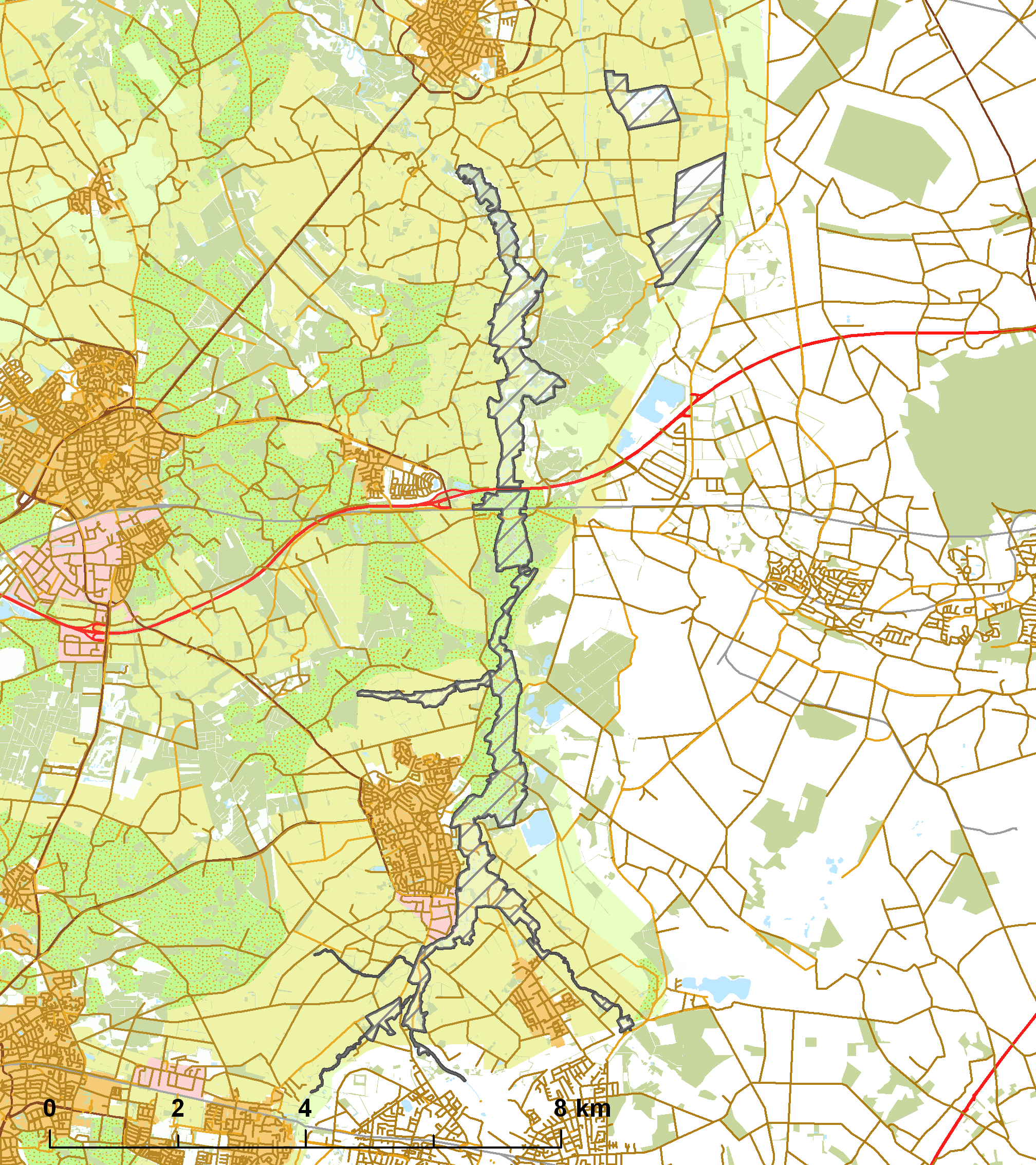
Afbakening beschermd gebied

Het natuurgebied Dinkelland is een gebied met een oppervlakte van 849 ha in de gemeenten Dinkelland en Losser dat is aangemerkt als Natura 2000-gebied.

## Lengte en stroomgebied
De Dinkel is circa 93 km lang. Hiervan liggen
- 38 km in de Duitse deelstaat Noordrijn-Westfalen
- 46 km in Twente
- 9 km in de Duitse deelstaat Nedersaksen

Het stroomgebied van de Dinkel is 650 km² groot.

## Zijwateren
- Bethlehemschebeek
- Elsbeek
- Geele beek
- Glanerbeek
- Goorbach / Rühenbergerbeek
- Omleidingskanaal
- Puntbeek
- Snoeyinksbeek

## Trivia
- De Dinkel komt voor in de eerste regel van het Twents volkslied: “Er ligt tussen Dinkel en Regge een land: ons schone en nijvere Twente” en in het tweede couplet: “Daar stroomt onze Dinkel zo heerlijk door 't land, door bossen en velden, langs 't Losserse zand”. [6]

Aamsveen (gebiedsnummer 55)
· Abdij Lilbosch & voormalig Klooster Mariahoop (151)
· Abtskolk & De Putten (162)
· Achter de Voort, Agelerbroek & Voltherbroek (47)
· Arkemheen (56) 
· Bakkeveense Duinen (17)
· Bargerveen (33)
· Bekendelle (63)
· Bemelerberg & Schiepersberg (156)
· Bergvennen & Brecklenkampse Veld (46)
· Biesbosch (112)
· Binnenveld (voorheen Bennekomse Meent) (65)
· Boddenbroek (52)
· Het Bossche Broek (132)
· Boetelerveld (41)
· Boezems Kinderdijk (106)
· Borkeld (44)
· Boschhuizerbergen (144)
· Botshol (83)
· Brabantse Wal (128)
· Broekvelden, Vettenbroek & Polder Stein (104)
· Bruine Bank (168)
· Brunssummerheide (155)
· Bunder- en Elslooërbos (153)
· Buurserzand & Haaksbergerveen (53)
· Canisvlietse Kreek (125)
· Coepelduynen (96)
· De Bruuk (69)
· Deelen (14)
· De Alde Feanen (13)
· De Wilck (102)
· Deurnsche Peel & Mariapeel (139) 
· Dinkelland (49)
· Doggersbank (164)
· Donkse Laagten (107)
· Drents-Friese Wold & Leggelderveld (27)
· Drentsche Aa-gebied (25)
· Drouwenerzand (26)
· Duinen Ameland (5) 
· Duinen Den Helder-Callantsoog (84)
· Duinen en Lage Land Texel (2) 
· Duinen Goeree & Kwade Hoek (101) 
· Duinen Schiermonnikoog (6) 
· Duinen Terschelling (4) 
· Duinen Vlieland (3) 
· Dwingelderveld (30)
· Eemmeer & Gooimeer Zuidoever (77)
· Eilandspolder (89)
· Elperstroomgebied (28)
· Engbertsdijksvenen (40) 
· Fochteloërveen (23)
· Friese Front (166)
· Gelderse Poort (67)
· Geleenbeekdal (154)
· Geuldal (157)
· Grensmaas (152)
· Grevelingen (115)
· Groot Zandbrink (80)
· Groote Gat (124)
· Groote Peel (140) 
· Groote Wielen (9)
· Haringvliet (109)
· Holtingerveld (29)
· Hollands Diep (111)
· IJsselmeer (72)
· Ilperveld, Varkensland, Oostzanerveld & Twiske (92)
· Kampina & Oisterwijkse Vennen (133)
· Kempenland-West (135)
· Kennemerland-Zuid (88)
· Ketelmeer & Vossemeer (75)
· Klaverbank (165)
· Kolland en Overlangbroek (81)
· Kop van Schouwen (116)
· Korenburgerveen (61)
· Krammer-Volkerak (114)
· Kunderberg (158)
· Landgoederen Brummen (58)
· Landgoederen Oldenzaal (50)
· Langstraat (130)
· Lauwersmeer (8)
· Leekstermeergebied (19)
· Leenderbos, Groote Heide & De Plateaux (136)
· Lemselermaten (48)
· Lepelaarplassen (79)
· Leudal (147)
· Liefstinghsbroek (21)
· Lingegebied en Diefdijk Zuid (70)
· Loevestein, Pompveld & Kornsche Boezem (71)
· Lonnekermeer (51)
· Leemkuilen (131)
· Loonse en Drunense Duinen (131)
· Maasduinen (145)
· Maas bij Eijsden (167)
· Manteling van Walcheren (117)
· Mantingerbos (31)
· Mantingerzand (32)
· Markermeer & IJmeer (73)
· Markiezaat (127)
· Meijendel & Berkheide (97)
· Moerputten (132)
· Meinweg (149)
· Naardermeer (94)
· Nieuwkoopse Plassen & De Haeck (103)
· Noorbeemden & Hoogbos (161)
· Noordhollands Duinreservaat (87)
· Noordzeekustzone (7) 
· Norgerholt (22)
· Oeffelter Meent (141)
· Olde Maten & Veerslootslanden (37)
· Oostelijke Vechtplassen (95)
· Oosterschelde (118)
· Oostvaardersplassen (78)
· Oude Maas (108)
· Oudegaasterbrekken, Fluessen en omgeving (10)
· Oudeland van Strijen (110)
· Polder Westzaan (91)
· Polder Zeevang (93)
· Regte Heide & Riels Laag (134)
· Roerdal (150)
· Rottige Meenthe & Brandemeer (18)
· Sallandse Heuvelrug (42)
· Sarsven en De Banen (146)
· Savelsbos (160)
· Schoorlse Duinen (86)
· Sint-Jansberg (142)
· Sint Pietersberg & Jekerdal (159)
· Sneekermeergebied (12)
· Solleveld & Kapittelduinen (99)
· Springendal & Dal van de Mosbeek (45)
· Stelkampsveld (60)
· Strabrechtse Heide & Beuven (137)
· Swalmdal (148)
· Teeselinkven (59)
· Uiterwaarden IJssel (38)
· Uiterwaarden Lek (82)
· Uiterwaarden Neder-Rijn (66)
· Uiterwaarden Waal (68)
· Uiterwaarden Zwarte Water en Vecht (36)
· Ulvenhoutse Bos (129)
· Van Oordt's Mersken (15)
· Vecht- en Beneden-Reggegebied (39)
· Veerse Meer (119)
· Veluwe (57)
· Veluwerandmeren (76)
· Vlakte van de Raan 163)
· Vlijmens Ven (132)
· Vogelkreek (126)
· Voordelta (113) 
· Voornes Duin (100) 
· Waddenzee (1) 
· Weerribben (34)
· Weerter- en Budelerbergen & Ringselven (138)
· Westduinpark & Wapendal (98)
· Westerschelde & Saeftinghe (122)
· Wieden (35)
· Wierdense Veld (43)
· Wijnjeterper Schar (16)
· Willinks Weust (62)
· Witte en Zwarte Brekken (11)
· Witte Veen (54)
· Witterveld (24) 
· Wooldse Veen (64)
· Wormer- en Jisperveld & Kalverpolder (90)
· Yerseke en Kapelse Moer (121)
· Zeldersche Driessen (143)
· Zoommeer (120)
· Zouweboezem (105)
· Zuidlaardermeergebied (20)
· Zwanenwater & Pettemerduinen (85)
· Zwarte Meer (74)
· Zwin & Kievittepolder (123)